# Solitary Ground
Solitary Ground is de vierde single van de Nederlandse band Epica.
Het nummer werd geschreven voor de roadmovie Joyride maar uiteindelijk niet voor de soundtrack gebruikt. Op de single staat wel een soundtrackversie van het nummer.

## Tracklist
| Nr. | Titel                                                          | Tekst         | Muziek                                         | Notitie(s)              | Duur |
| --- | -------------------------------------------------------------- | ------------- | ---------------------------------------------- | ----------------------- | ---- |
| 1.  | Solitary Ground (Soundtrack version)                           | Simone Simons | Ad Sluijter, Coen Janssen, Mark Jansen, Simons |                         | 4:05 |
| 2.  | Solitary Ground (Remix)                                        | Simons        | Sluijter, Janssen, Jansen, Simons              | Remix door Sascha Paeth | 3:09 |
| 3.  | Mother of Light (Previously Unreleased Version Without Grunts) | Jansen        | Sluijter, Jansen                               |                         | 5:56 |
| 4.  | Palladium (Previously Unreleased Track)                        |               | Yves Huts                                      |                         | 2:54 |

## Versies
1. Maxi-single (beperkte uitgave)